# NGC 2577
NGC 2577 (również PGC 23498 lub UGC 4367) – galaktyka soczewkowata (S0-?), znajdująca się w gwiazdozbiorze Raka. Odkrył ją William Herschel 16 listopada 1784 roku.
W galaktyce tej zaobserwowano do tej pory jedną supernową – SN 2007ax.